# Castelletto Cervo
Castelletto Cervo ist eine Gemeinde mit 788 Einwohnern (Stand 31. Dezember 2023) in der italienischen Provinz Biella (BI), Region Piemont.
Die Nachbargemeinden sind Buronzo, Gifflenga, Lessona, Masserano und Mottalciata.
Das Gemeindegebiet umfasst eine Fläche von 14 km².